# Burnside (Kentucky)
Pour les articles homonymes, voir Burnside.
Burnside est une ville américaine située dans le comté de Pulaski, dans le Kentucky. Selon le recensement de 2020, sa population est de 694 habitants.